# Pachythrix smaragdina
Pachythrix smaragdina är en fjärilsart som beskrevs av George Thomas Bethune-Baker 1906. Pachythrix smaragdina ingår i släktet Pachythrix och familjen nattflyn. Inga underarter finns listade i Catalogue of Life.